# رافائل لئونیداس تروخیو
رافائل لئونیداس تروخیو مولینا با نام مستعار ال هِفه (به اسپانیایی: El Jefe) (رئیس) حاکم نظامی جمهوری دومینیکن بین سال‌های ۱۹۳۰ تا زمان ترور شدنش در ۱۹۶۱ بود. او بین سال‌های ۱۹۳۰ تا ۱۹۳۸ و سپس از ۱۹۴۲ تا ۱۹۵۲ رسماً رئیس‌جمهور دومینیکن بود و پس از آن به شکلِ غیررسمی و غیرانتخابی به عنوان «مرد قدرتمند نظامی» حکومت کرد. دوران حکومتش، خشن‌ترین دوره در تاریخ جمهوری دومینیکن است.

## مرگ در اثر سوء قصد

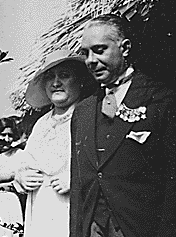
تروخیو به همراه زن دومش بینونیدا در ۱۹۳۴

تروخیو نیمه شب ۳۰ می ۱۹۶۱ در شورلت بل ایر مدل ۱۹۵۷ در یک درگیری مسلحانه با مردانی که به کمینش نشسته بودند در جاده‌ای که از پایتخت به سن کریستوبال، محل زندگی معشوقه جوانش می‌رفت، کشته شد.
نقشه این سوء قصد را مردانی از جمله ژنرال خوان توماس دیاس، آنتونیو دلامازا، آمادو گارسیا گررو و ژنرال آنتونیو ایمبرت باررا کشیده بودند. با این وجود این افراد نتوانستند کنترل کشور را به دست بگیرند چرا که ژنرال خوزه رومان معروف به پوپو (که چندی بعد اعدام شد) با انفعال خود به هم‌دستانش خیانت کرد و نقشهٔ احتیاطی نیز برای این مسئله در نظر گرفته نشده بود. داستان دوران حکمرانی و مرگ تروخیو و ماجراهای پس از آن را ماریو بارگاس یوسا در رمان درخشان سور بز روایت کرده‌است.